# Concilio di Lione II
Il secondo concilio di Lione fu il quattordicesimo concilio ecumenico della Chiesa cattolica, tenutosi nel 1274.

## Contesto storico
Il secondo concilio di Lione è caratterizzato soprattutto dal tentativo di ristabilire l'unità religiosa con la Chiesa ortodossa, unità peraltro ricercata con vani tentativi lungo tutto il XIII secolo. Nel 1261 l'imperatore bizantino Michele VIII Paleologo riconquistava la città di Costantinopoli e ristabilì contatti con il papato per motivi politici: rafforzare la sua posizione per evitare la reazione dei latini e la minaccia di una invasione angioina. Così, nella politica dell'imperatore bizantino, l'unità religiosa diventava strumento per raggiungere la pace con l'Occidente cattolico. Tuttavia, benché segnata fortemente da motivazioni politiche, si cercò comunque una certa unità sul piano teologico-ecclesiale attraverso legazioni, scambi di lettere, discussioni, vari memoriali.
Il 4 marzo 1267 papa Clemente IV, in risposta alle richieste di unione e di pace da parte di Michele VIII, gli inviò una lunga lettera assieme a una professione di fede, che l'imperatore bizantino e tutta la Chiesa d'Oriente avrebbe dovuto sottoscrivere. Questa professione di fede prevedeva: 
- l'accettazione del Filioque e del primato giurisdizionale del papa di Roma sulla Chiesa orientale;
- la comunione eucaristica con pane azzimo;
- i patriarchi orientali concepiti come delegati del papa di Roma.

Ma la morte improvvisa di Clemente IV, nel 1268, e un lungo periodo di vacanza della sede romana (1268-1271) sembravano aver interrotto le trattative.
Solo nel 1272 il nuovo pontefice, Gregorio X inviò una nuova legazione a Costantinopoli, composta da quattro francescani tra cui Alberto Gonzaga, manifestando la sua volontà di convocare un concilio per l'aiuto alla Terra Santa, per la riforma dei costumi e per raggiungere l'unità; a questo scopo Michele VIII doveva accettare la professione di fede, a suo tempo inviatagli da papa Clemente IV, con un solenne giuramento. Solo in seguito il papa avrebbe convocato il concilio in cui non si doveva né discutere né formulare alcuna professione di fede, ma semplicemente rafforzare l'unità già fatta con una conferma pubblica. Nello stesso tempo Gregorio X scrisse anche al patriarca di Costantinopoli Giuseppe I e ad altri prelati greci per spronarli all'unione e a sostenere il loro imperatore. In questo contesto appare chiaro cosa volesse dire per i latini l'unione: accettare senza mezzi termini la fede prescritta da Roma, dimenticando tutta la tradizione ecclesiale, dottrinale e patristica orientale.
Ovviamente in questi termini l'unione non poteva essere accettata dalle autorità ecclesiastiche, dai monaci e dal popolo greco, già mal disposti verso l'Occidente e la sua teologia. L'errore dell'imperatore Michele VIII fu quello di volerla imporre con la forza, con la violenza e le persecuzioni, cosa che portò a una radicalizzazione delle posizioni e a una forte opposizione antiunionista. Tuttavia l'imperatore riuscì a convincere un folto gruppo di metropoliti e vescovi greci ad accettare la professione di fede di papa Clemente IV, con il chiarimento che essa non significava da parte greca alcun cambiamento ecclesiologico o nella vita ecclesiale concreta, né alcuna modifica o aggiunta al testo greco del Credo. Nel febbraio 1274, nel palazzo imperiale di Costantinopoli, l'imperatore e metropoliti e vescovi giurarono e proclamarono la professione di fede di papa Clemente IV. A questo punto, il papa Gregorio X convocò il concilio a Lione, al quale doveva presentarsi la delegazione greca.
La preparazione del concilio era stata affidata al teologo san Bonaventura, amico di Tommaso, poco tempo prima nominato cardinale vescovo della diocesi suburbicaria di Albano. Fu lui il teologo più influente durante le sessioni. Erano presenti anche teologi ortodossi, ma non avevano voce in capitolo. Era la teologia occidentale a prevalere.
Il pontefice invitò anche Tommaso d'Aquino, chiamato a presentare il suo trattato Contro gli errori dei Greci (composto su richiesta di Urbano IV) e a esprimersi, tra le altre cose, anche sulla questione del Purgatorio (problema affrontato dal filosofo nel Supplemento alla terza parte della Summa Theologiae); tuttavia, ammalatosi durante il viaggio, Tommaso morì nell’abbazia cistercense di Fossanova (Lazio), il 7 marzo.

## I lavori conciliari e le decisioni
Gregorio X inaugurò i lavori conciliari il 7 maggio 1274 proclamando nella stessa seduta i tre scopi della convocazione, già annunciati due anni prima all'imperatore bizantino: l'aiuto alla Terra Santa, l'unione con i greci, la riforma dei costumi. Nella seconda sessione, il 18 maggio, apparve chiaro il carattere papale del concilio, senza discussioni o interventi in aula, il pontefice presentò un testo già preparato in precedenza, la costituzione Zelus Fidei, con la richiesta di decime in favore della Terra Santa. La Ordinatio Concilii generalis Lugdunensis, che è la fonte più autorevole per ricostruire i lavori conciliari (scoperta e pubblicata al tempo del Concilio Vaticano II), afferma che la Zelus Fidei fu semplicemente letta, senza interventi o approvazioni da parte dei padri conciliari.
In essa vengono fissate le somme che ogni nazione deve versare per aiutare la Terra Santa; si ricorda che le vittorie degli infedeli rappresentano uno scandalo per i cristiani; si stabiliscono le norme per evitare problemi alla spedizione militare (norme contro la pirateria, la mancanza di pace fra i re cristiani, contro i perturbatori, ecc.). Il 4 giugno si svolse la terza sessione del concilio, durante la quale furono presentate e lette 12 costituzioni di riforma, rivolte soprattutto a clero e laici. Il 24 giugno arrivò a Lione la delegazione greca, accolta con solennità e fastosità, composta di due vescovi e del segretario dell'imperatore. Nella solenne messa papale del 29 giugno il simbolo di fede fu cantato nelle due lingue, latina e greca, e si cantò per tre volte il Filioque. Inoltre, la dottrina del Filioque fu inserita fra i pronunciamenti dottrinali del Concilio di Lione II e da allora divenne una verità di fede appartenente al Magistero della Chiesa Cattolica.
Il 4 luglio giunse a Lione anche una delegazione dei Tartari e uno dei suoi membri il 16 luglio ricevette solennemente il battesimo. Il 6 luglio si svolse la quarta sessione del concilio, dedicata all'unione con i greci. Papa Gregorio X, dopo aver riassunto tutti i negoziati precedenti, affermava che i greci «venivano liberamente all'obbedienza della Romana ecclesia». I delegati greci ripeterono l'atto di obbedienza e professione di fede, già formulato dall'imperatore a Costantinopoli nel mese di febbraio precedente. Seguì il canto solenne del simbolo niceno-costantinopolitano con l'aggiunta del Filioque (cantato due volte). Durante la quinta sessione, il 16 luglio, l'assemblea conciliare approvò la costituzione Ubi Periculum che fissava nuove norme relative al conclave e altri decreti di riforma. Il giorno successivo si chiudeva il concilio.

## La ricezione del concilio
L'atto di unione, formulato a Costantinopoli nel febbraio del 1274 e ripetuto a Lione il 6 luglio, non poteva avere vita lunga. Secoli dopo, papa Paolo VI, in una lettera del 19 ottobre 1974, ricorderà che l'unione fu siglata «senza dare alla Chiesa greca la facoltà di esprimere liberamente il proprio parere in questa materia. I latini infatti scelsero il testo e le formule che riproducevano la dottrina ecclesiologica elaborata e composta in occidente». L'atto di unione durò finché vissero i suoi protagonisti: l'imperatore Michele VIII cercò di imporre con la forza delle persecuzioni una fede in cui nessun suo suddito credeva e accettava; accusato da Roma di non saper imporre l'unione, venne scomunicato per eresia e scisma. Dopo la sua morte (1282), il figlio e successore Andronico, anti-unionista, sconfessò subito la professione di fede del padre e ogni contatto con l'occidente e l'atto di Lione, che doveva ricostruire l'unità, finì invece per approfondire il solco, politico e religioso, tra oriente e occidente cristiano.